# شوکرایان-۱
شوکرایان-۱ (ترجمه واژه‌به‌واژه: سفینه زهره) مدارگردی برنامه‌ریزی شده به سوی زهره توسط سازمان تحقیقات فضایی هند (ISRO) برای مطالعه سطح و جو زهره است.
بودجه این مأموریت در سال ۲۰۱۷ برای تکمیل مطالعات اولیه تخصیص داده شده و درخواست‌هایی برای ابزارها اعلام شد. مدارگرد بسته به پیکربندی نهایی خود، دارای ظرفیت محموله علمی تقریباً ۱۰۰ کیلوگرم (۲۲۰ پوند) و توان ۵۰۰ وات خواهد بود. انتظار می‌رود که مدار اولیه بیضوی به دور زهره در حضیض ۵۰۰ کیلومتر (۳۱۰ مایل) و در اوج ۶۰٬۰۰۰ کیلومتر (۳۷٬۰۰۰ مایل) باشد.